# 庄园天主堂
庄园露德圣母堂，又名庄园天主堂，位于山西省临汾市洪洞县大槐树镇庄园村西南214号（壁天花园后巷），位于汾河支流洪安涧河的南岸，北与县城隔河相望，1916年由荷兰籍方济各会神甫主持修建，供奉露德圣母。教堂门前立有天主教洪洞教区第一任主教韩廷弼主教（1908-1991）的半身塑像，附设有圣母无玷圣心小修女会。庄园天主堂已公布为洪洞县文物保护单位。